# 向華勝
向華勝（英語：Jimmy Heung Wah-shing，1950年8月—2014年11月20日），香港電影導演、編劇、監製及出品人，偶爾會在幕前客串演出。向華強之弟，其父國軍少將向前為香港黑社會新義安創辦人。向華勝早期以演員身分出道，演出電影《虎拳鐵掌》，之後也演出《風水二十年》，後期主要負責電影公司行政工作，退出電影界後轉投一段時間的商界投資股票，1999年才重返影壇。

## 簡介
向華勝於家中13兄弟中排行第12。與七哥向華波和十哥向華強都活躍在娛樂圈。有消息指向华勝及其兄向華強的义父是中央軍委副主席劉華清。向華勝在1957年畢業於民生書院幼稚園，早年與兄長向華強成立永盛電影公司（中國星前身）。
1993年起曾一度淡出電影圈，轉為投資股票，並進軍澳門賭業，財富暴漲。亞洲金融風暴後，他的事業發展開始減緩。1999年底，向华胜东山再起，注入作价两亿的永盛电影版权及宽带业务换回近三成控制股权。2000年底，香港网络股票飙升，向华胜计划出售宽带业务引发大股东撤股，股价暴跌，当时市场盛传向华胜有意出货，实则他早已金蝉脱壳。
向華勝前女友為修身堂主席張玉珊，2009年11月與中國北京經商的端木櫻子在法國結婚，兩人相差22歲。2014年，向華勝患上鼻咽癌第三期，於北京协和医院治療期間一度昏迷。於2014年11月20日晚上7時許，食道癌引致器官衰竭病逝，終年64歲。

## 作品

### 电影
- 1974年
  - 《虎拳鐵掌》....演員
- 1983年
  - 《風水二十年》....演員
- 1989年
  - 《至尊无上》.... 导演（联合导演王晶），编剧，出品人
  - 《专钓大鳄》.... 监制，出品人
  - 《最佳男朋友》.... 监制，出品人
  - 《精装追女仔3》.... 监制，出品人
  - 《赌神》.... 监制，出品人
- 1990年
  - 《至尊计状元才》.... 导演（联合导演黄泰来），出品人
- 1991年
  - 《與龍共舞》....監製，出品人
- 1993年
  - 《唐伯虎点秋香》.... 出品人
  - 《倚天屠龙记之魔教教主》.... 出品人
  - 《逃学威龙3之龙过鸡年》.... 出品人
- 1994年
  - 《新天龍八部之天山童姥》.... 监制，出品人
  - 《九品芝麻官》.... 监制，出品人
  - 《赌神2》.... 监制
- 2009年
  - 《唐伯虎點秋香2之四大才子》.... 监制，出品人
- 2010年
  - 《龙凤店》.... 监制，出品人

## 外部連結
- 向華勝在互联网电影资料库（IMDb）上的資料（英文）
- 在AllMovie上向華勝的頁面（英文）
- 向華勝在香港影庫上的簡介
- 向華勝在豆瓣上的资料（简体中文）
- 向華勝在时光网上的簡介（简体中文）
- 向華勝：中文電影資料庫 （页面存档备份，存于）